# روبرتینیو
روبرتینیو (انگلیسی: Robertinho؛ زادهٔ ۲۲ ژوئن ۱۹۶۰) مربی فوتبال اهل برزیل است.
از باشگاه‌هایی که در آن بازی کرده‌است می‌توان به باشگاه فوتبال فلامینگو، پالمیراس، اتلتیکو مینیرو، باشگاه فوتبال دیپورتیوو ناسیونال، باشگاه ورزشی اینترناسیونال، فلومیننزه، باشگاه فوتبال بوتافوگو، اشاره کرد.
وی همچنین در تیم ملی فوتبال تیم ملی فوتبال برزیل بازی کرده است.